# Jüdischer Friedhof (Hörstein)

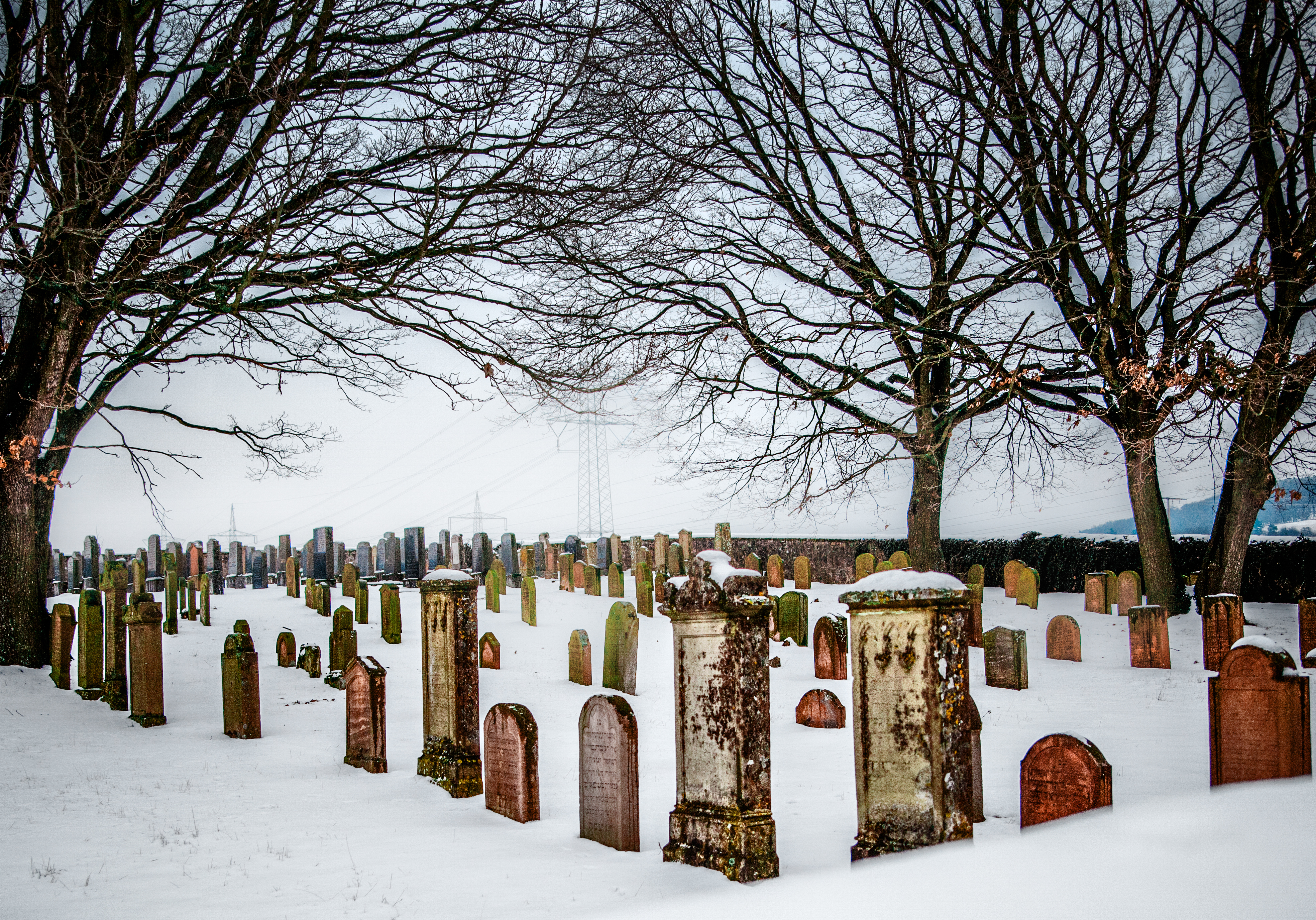
Der Jüdische Friedhof im Winter

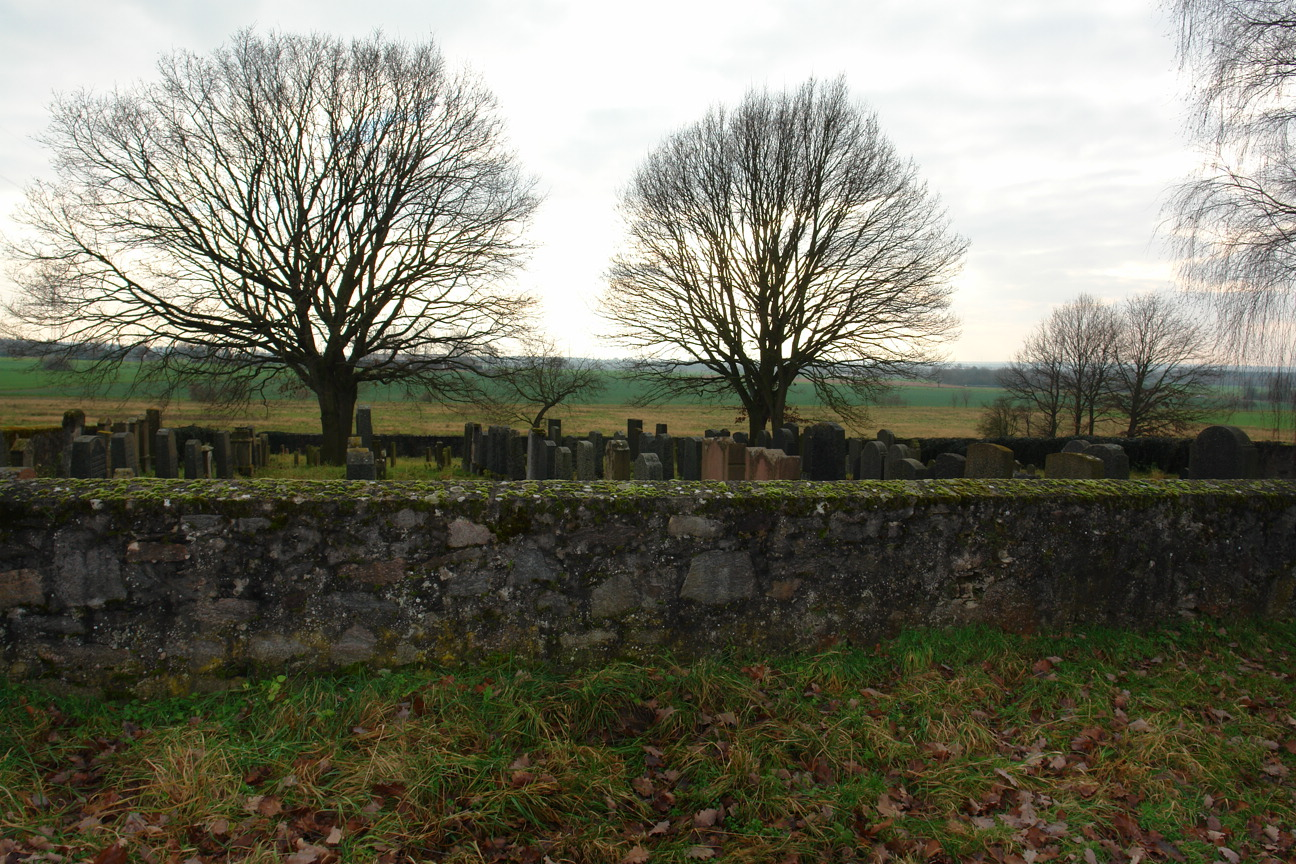
Jüdischer Friedhof in Hörstein von außen

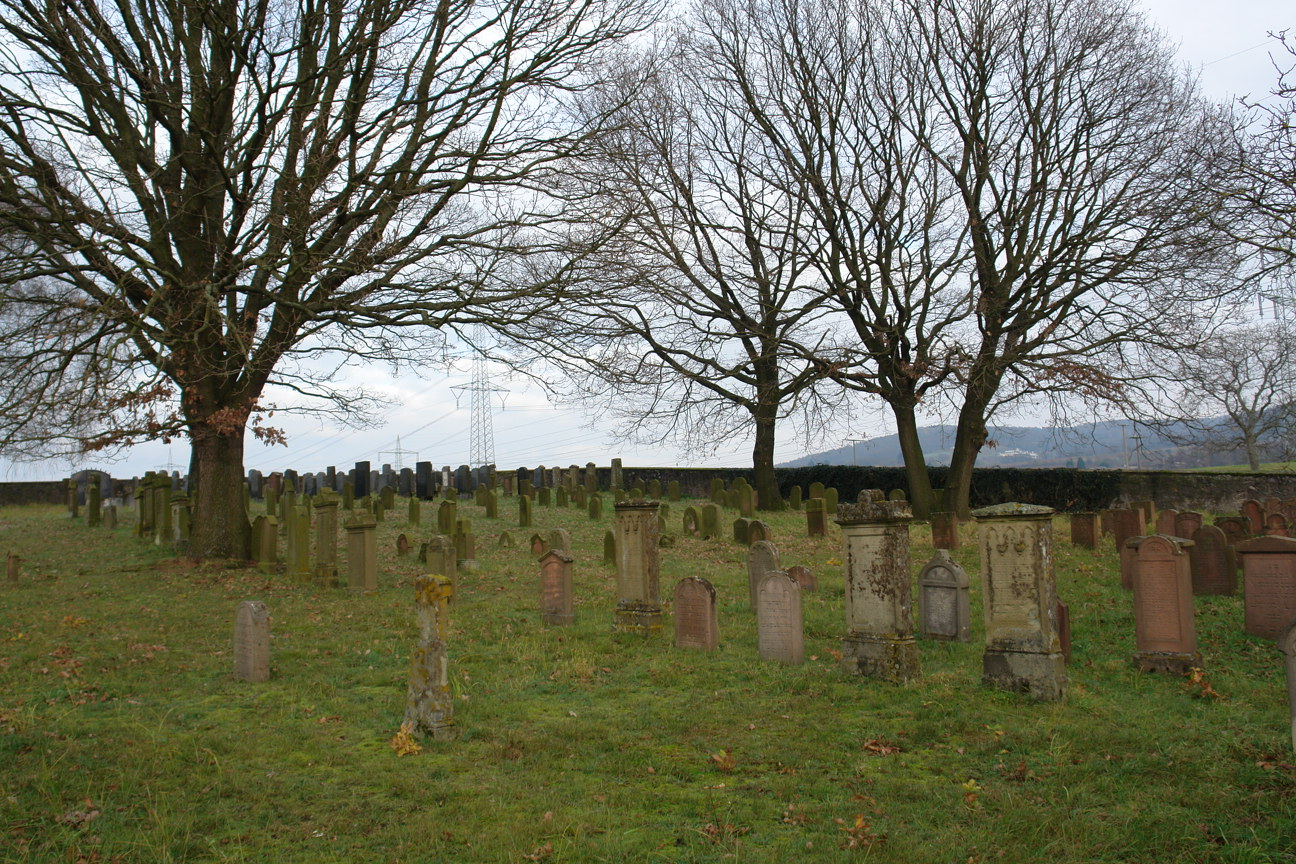
Ältere Grabsteine auf dem jüdischen Friedhof in Hörstein

Der Jüdische Friedhof in Hörstein (Stadt Alzenau, Landkreis Aschaffenburg) ist die Begräbnisstätte für Mitglieder der ehemaligen jüdischen Gemeinden in Alzenau und Hörstein und der Ortschaft Wasserlos. Er wurde um 1812 angelegt und nach 1848 erweitert. Die letzte Beisetzung fand 1938 statt. Der Hörsteiner Friedhof ist einer von insgesamt 129 jüdischen Friedhöfen in Bayern.

## Geschichte
Jüdisches Leben im Gebiet der Stadt Alzenau ist ab der Zeit nach dem Dreißigjährigen Krieg nachweisbar. In Hörstein und kurz danach auch in Alzenau gründeten sich eigenständige Gemeinden. Vor dem Ersten Weltkrieg lebten in Alzenau 112 Juden, in Hörstein 125 und in Wasserlos 15.
Bis in das 19. Jahrhundert ließen die Angehörigen der Gemeinden ihre Verstorbenen auf dem Jüdischen Friedhof der benachbarten Stadt Hanau beerdigen. Erst um 1812 wurde außerhalb Hörstein, wo auch eine Synagoge stand, ein eigener Friedhof angelegt. Geeignetes Gelände war das Flurstück Am neuen Berg westlich des Ortes, das den Toten – wie es die jüdischen Glaubensregeln vorsehen – eine Ruhestätte abseits des Bereichs der Lebenden gab.
Der älteste heute noch vorhandene Grabstein datiert vom 27. März 1812. 244 Grabsteine sind ganz oder teilweise erhalten.
In der Zeit des Nationalsozialismus war der Friedhof mehrmals Ziel antisemitischer Übergriffe. So vermerkt ein Polizeibericht aus dem Jahr 1935, dass dort „neuerlich 100 Grabsteine“ umgestürzt wurden. Die letzte Beisetzung fand 1938 statt. Emigration und Deportation brachten das Ende jüdischen Lebens in Alzenau.